# 엠씨 더 맥스 2기
엠씨 더 맥스 2기는 파라마운트 엔터테인먼트가 데뷔시키려 했던 밴드이다.
2007년, 엠씨 더 맥스가 소속사인 파라마운트 엔터테인먼트와 갈등을 빚자, 소속사 측에서 엠씨 더 맥스의 보컬인 이수를 솔로로 데뷔시키고, 엠씨 더 맥스의 멤버를 모두 새로 뽑아 2기로써 데뷔시킨다는 계획을 내세워 언론에 배포하였다. 또한 공개적으로 오디션 행사를 치렀다. 그러나 이전에 있었던 연습생으로 미리 결정해 놓고 주목을 받기 위해 공개 오디션을 했다는 의혹이 있다. 또한 엠씨 더 맥스라는 밴드 명칭은 소속사 측에서 저작권을 소유하고 있으므로, 이전의 엠씨 더 맥스 멤버들이 소속사를 옮긴다 하더라도 이 명칭을 사용할 수 없다는 명분을 내세웠다. 
파라마운트 엔터테인먼트는 이에 대한 결과로 엠씨 더 맥스 2기를 출범시키고 5집이라 하여 디지털 싱글 앨범을 발매하였다. 그러나 법원에서 멤버들에게 엠씨 더 맥스의 명칭 저작권이 있다고 판결하였고, 이를 발판으로 엠씨 더 맥스가 5집을 발매함으로써 엠씨 더 맥스 2기의 데뷔는 무산되었다.
R&B 그룹 아이 더 트리 탑스의 멤버인 장유준은 엠씨 더 맥스 2기의 보컬이었으나 2기의 데뷔 이전의 해체로 새 그룹에 들어갔다고 한다.

## 앨범
《Renaissance》은 엠씨 더 맥스 2기의 디지털 싱글 음반이다. 엠씨 더 맥스 2기의 데뷔 준비를 위해 선발매한 음반이다. 그러나 법적 문제로 인해 엠씨 더 맥스 2기의 데뷔는 무산되었다.
유일한 수록곡인 〈미운 오리새끼〉는 엠씨 더 맥스의 일부 노래를 작곡하였던 일본 가수 히로세 코미가 작곡한 곡으로, 엠씨 더 맥스를 위해 작곡하였다고 한다. 그러나 그 엠씨 더 맥스가 기존의 엠씨 더 맥스인지, 2기인지는 불분명하다. 

### 수록곡
1. 미운 오리새끼
2. 미운 오리새끼(MR)